# Indriati Iskak
Indriati Gerald Bernardina (née le 9 juin 1942), également connue sous son nom d'actrice Indriati Iskak et après le mariage sous le nom Indri Makki, est une actrice indonésienne devenue psychologue et spécialiste du marketing. Née à Surabaya, elle devient célèbre dès ses débuts dans le film Tiga Dara d'Usmar Ismail, en 1957. Elle apparaît dans 8 autres films et crée un girl group avant de prendre sa retraite du cinéma en 1963. Elle obtient un diplôme de psychologie de l'université d'Indonésie en 1968 et devient enseignante de ce sujet au Jakarta Art Institute. Pendant 26 ans, elle travaille pour Unilever, et depuis 1994 elle est consultante pour Makki Makki.

## Biographie
Indriati Iskak naît à Surabaya, dans le Java oriental, le 9 juin 1942. Elle est la fille de Raden Iskak, un professeur devenu réalisateur du film Penjelendup en 1952.
Indriati fait ses débuts dans Tiga Dara de Usmar Ismail en 1957, aux côtés de Chitra Dewi et Mieke Wijaya. Elle y joue Nenny, la plus jeune de trois sœurs élevées par leur grand-mère après la mort de leur mère. Le film est un grand succès populaire, et Indriati, qui joue de façon plus naturelle que ses co-stars, est l'actrice la plus populaire de ce film. L'année suivante, Indriati joue dans un autre des films d'Ismail, Sengketa (Conflict, 1957). Elle y joue encore la fille d'une famille déchirée par des difficultés variées.
Après ce film, Indriati joue dans deux productions de Stupa Film (Djuprihadi), tous deux réalisés par Wim Umboh : Djuara Sepatu Roda (Championne de roller, 1958), et Tiga Mawar (Trois Roses, 1959).
Elle monte un groupe de musique féminin, The Baby Dolls, en 1959 avec Rima Melati, Gaby Mambo et Baby Huwae. Indriati continue sa carrière d'actrice jusqu'en 1963. Son dernier film est Daun Emas (Feuilles d'Or), réalisé par son père et où elle joue aux côtés de son frère Boy.
La popularité d'Indriati dans les années 1950 et 1960 pousse les réalisateurs indonésiens à chercher des actrices au physique indien pour leurs films, amenant le succès de Lydia Kandou, Meriam Bellina et Tamara Bleszynski. Une publicité pour un film de 1958, Asrama Dara, présente sa jeune vedette Suzzanna, une jeune fille indonésienne de Bogor, comme la prochaine Indriati Iskak.
Après Daun Emas, Indriati arrête sa carrière d'actrice et part étudier à l'université, obtenant son diplôme de l'université d'Indonésie en 1968. Après avoir travaillé deux ans dans l'armée de l'air indonésienne, elle commence à travailler pour Unilever en 1970. Elle reste dans cette entreprise pendant 26 ans, travaillant d'abord en étude de marché puis dans le marketing et la publicité. Vers la fin de sa carrière chez Unilever, elle supervise l'informatisation de la branche indonésienne de l'entreprise. Au milieu des années 1970, Indriati enseigne la psychologie au Jakarta Art Institute, et pendant quinze ans, elle fait partie du conseil d'administration des écoles catholiques du pays.
Indriati épouse un officier de l'armée de l'air indonésienne, Makki Perdanakusuma (le petit frère de Halim Perdanakusuma), en 1962. Le couple a trois enfants, Sania Makki, Sakti Makki, et Sari Makki[réf. nécessaire].
En 1994, Indriati devient consultante en branding pour Makki Makki, et c'est toujours le cas en 2016. Sa fille Sania et son fils Sakti travaillent pour la même entreprise.